# Vall d'Aigües Vives
La Vall d'Aigües Vives és una vall-corredor que comunica la Ribera Alta amb la Valldigna. La vall segueix una direcció NO-SE, amb consonància amb les alineacions ibèriques que la delimiten a nord i sud: la Serra de les Agulles i les llomes del Vedat respectivament. Mesura uns 7 quilòmetres de llargària.
A la vall es localitza el nucli de població de La Barraca d'Aigües Vives, que pertany a Alzira. El petit nucli va créixer a costa del convent de Santa Maria d'Aigües Vives i de les bones condicions que gaudeix la vall per a l'agricultura. Tant és així que, ací trobarem la major explotació agrícola dedicada al cultiu del taronger de tot el País Valencià. Actualment, l'única via d'accés a la vall és la carretera CV-50 que uneix la N-332 (Tavernes) amb els grans nuclis de la Ribera Alta del Xúquer (Alzira i Carcaixent). Una línia fèrria, la primera de l'estat, inaugurada el 1864, unia Gandia amb Carcaixent, passant per la Vall d'Aigües Vives, però malauradament va ser clausurada pel govern espanyol el 1969.

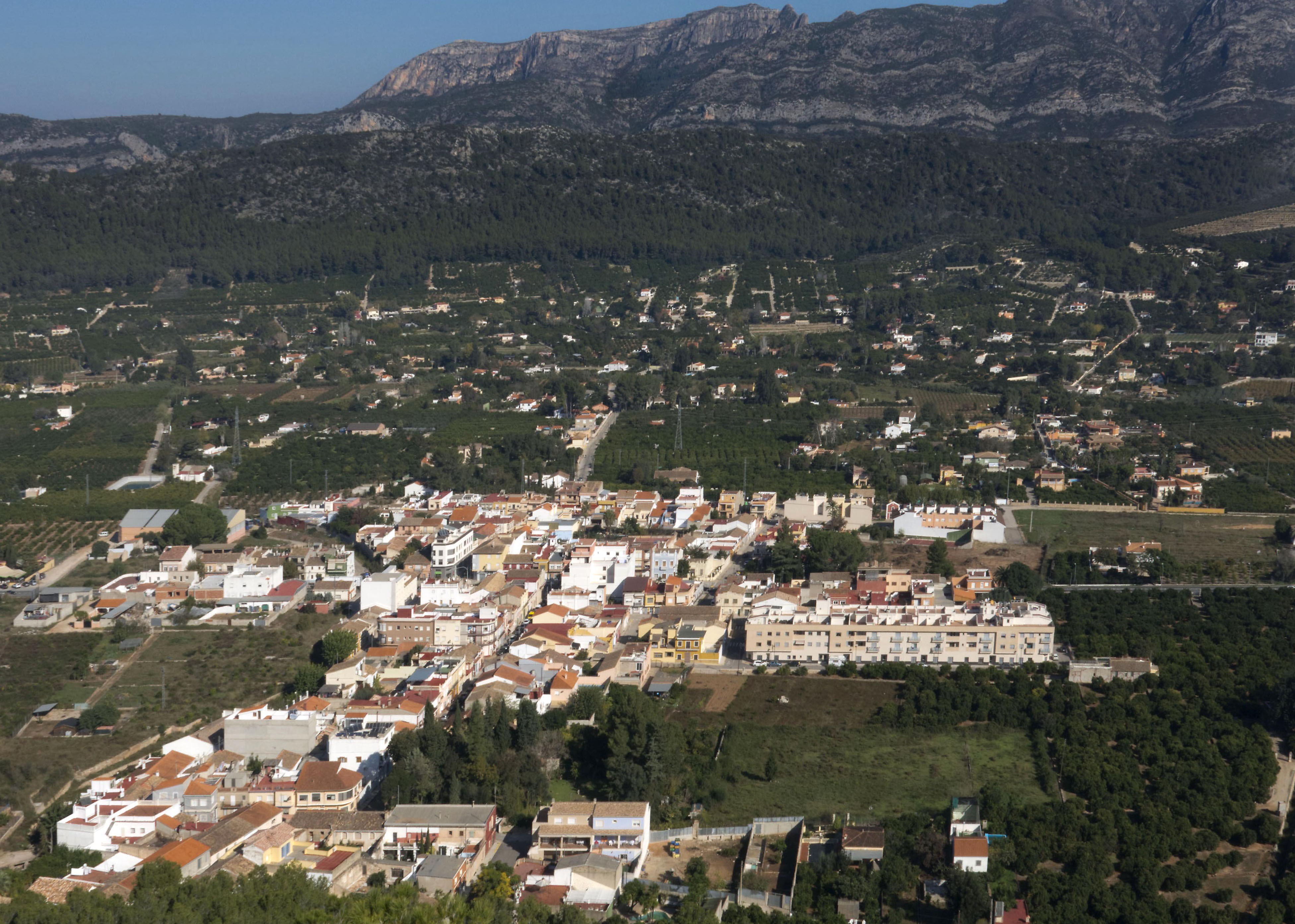
La Barraca d'Aigües Vives